# Piri Kálmán
Piri Kálmán (Sopron, 1908. január 29. – Budapest, 1983. február 14.) festő.

## Pályafutása
Az Iparművészeti Iskolában tanult 1926-27-ben, majd 1927 és 1931 között a Képzőművészeti Főiskolán folytatta tanulmányait, ahol Glatz Oszkár tanítványa volt. Nehéz körülmények között élt Sopronban, 1935-ben a fővárosba tette át lakhelyét. 1938-ban rajzolóként került a Honvédelmi Minisztériumhoz. 1944-től 1947-ig hadifogoly volt, majd 1949-ben a Dekorációs Vállalathoz került. Dolgozott a kecskeméti művésztelepen is. Több festményén is a csendes kisvárosi polgári élet elevenedik meg.

## Egyéni kiállítások
- 1949 • Műcsarnok, Budapest
- 1977 • Kisfaludi Strobl Terem, Zalaegerszeg (kat.).

## Művek közgyűjteményekben
- Magyar Nemzeti Galéria, Budapest.